# Repli-chip, repli-seq

Рисунок 1: Схема клеточного цикла. Внешняя окружность: I = Интерфаза, M = Митоз; Внутренняя окружность: M = Митоз, G_{1} = G1-фаза, G_{2} = G2-фаза, S = S-фаза; Вне окружности: G_{0} = выход в G0.

Repli-chip и Repli-seq  — современные биологические методы, позволяющие определить порядок, в котором происходит репликация сегментов ДНК по всей длине хромосомы (англ. Replication timing). С помощью этих методов были определены временные профили репликации генов D. melanogaster, Arabidopsis thaliana, многих типах клеток мыши и человека.

## Репликация ДНК

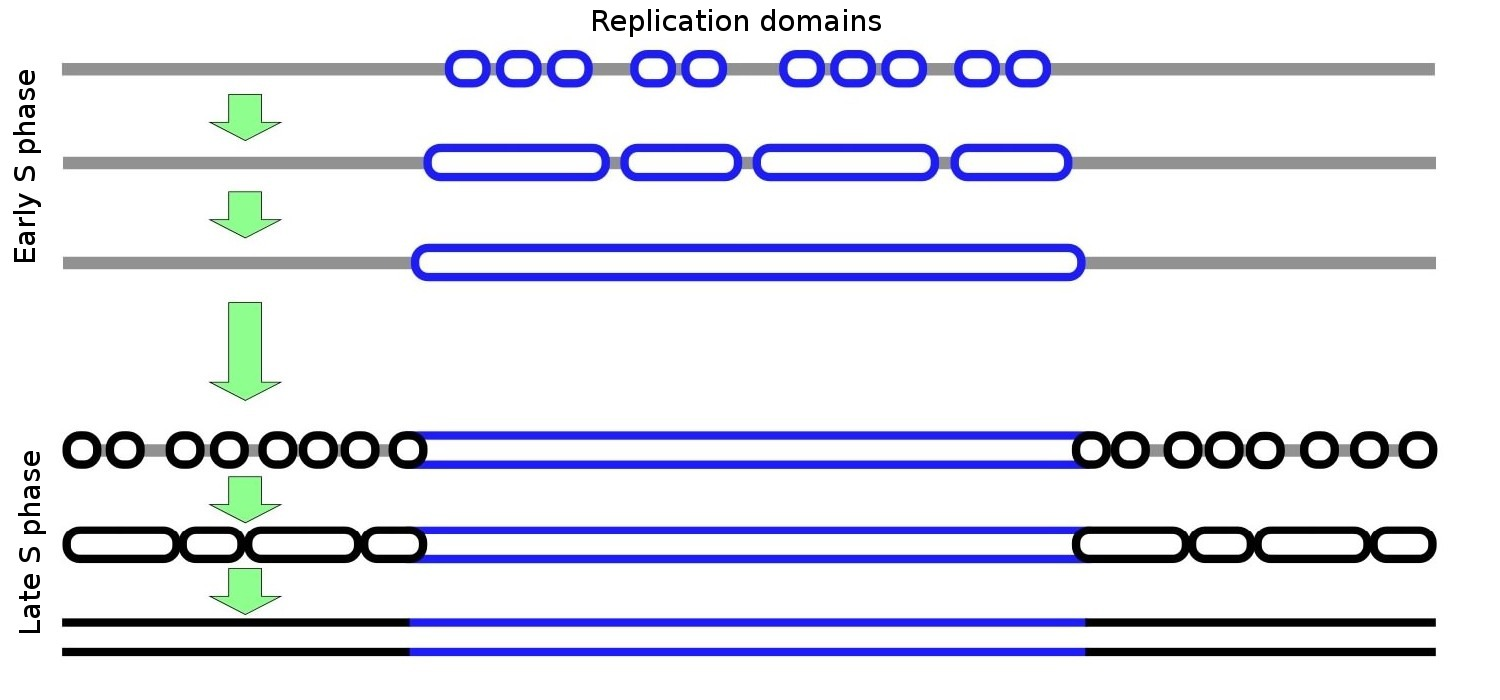
Рисунок 2:Репликация происходит в результате практически синхронного запуска кластеров ориждинов репликации, в результате чего сегменты хромосомной ДНК (Домены репликации) копируются в определенном порядке в течение S-фазы.

Рисунок 3:Анимация, отражающая последовательность, в которой происходит репликация хромосом.

В эукариотических организмах (в клетках которых ДНК находится в оформленном ядре), каждая хромосома представляет собой очень длинную молекулу двуцепочечной ДНК. Во время S-фазы клеточного цикла (рис.1) происходит удвоение каждой молекулы ядерной ДНК. В ходе последующего деления материнской клетки каждая дочерняя клетка получает по одной копии молекулы ДНК, которая является идентичной копией ДНК исходной материнской клетки. Этот процесс обеспечивает точную передачу генетической информации из поколения в поколение. Процесс удвоения молекулы ДНК называется репликацией и начинается с момента раскручивания дуплекса во многих участках — ориджинах репликации ДНК. Однако репликация начинается не во всех ориджинах одновременно. Существует определенный временной порядок, в котором запускается репликация в разных ориджинах. Репликация начинается в нескольких ориджинах, расположенных близко друг к другу, происходит копирование данного сегмента хромосомы, затем репликация запускается на другой группе ориджинов, происходит копирование соседнего сегмента. Репликация не обязательно начинается в одних и тех же ориджинах внутри одной группы каждый раз, но репликация сегментов происходит в одной и той же временной последовательности не зависимо от того, в каком из ориджинов сегмента она начинается. Эта последовательность может различаться в разных типах клеток одного организма. На рис. 2 показана схема, отражающая общие представления о протекании этого процесса. Анимация (рис. 3) показывает, в какой последовательности реплицируются отдельные сегменты в одном типе клеток человека.

## Временной профиль репликации

Рисунок 4: Диаграмма порядка репликации сегмента второй хромосомы человека (длина 70 Mb) Красная горизонтальная линия отражает период S-фазы, с раннего (сверху) до позднего (снизу). Серые точки отражают позиции различных участков ДНК в последовательности хромосомы (ось х), более высокие значения по оси y отражают более раннюю репликацию сегмента. Синяя линия отражает домены с разным временем репликации. Красные полосы на верхнем изображении показывают, репликация какого участка ДНК происходит в данное время.

Репликация всех сегментов в геноме происходит в определённой последовательности, которая называется временным профилем репликации (англ. Replication timing profile). Этот порядок можно показать в графической форме. На рис. 4 приведён пример такого профиля для второй хромосомы человека, имеющей длину 70,000,000 пар оснований, из линии эмбриональных стволовых клеток.
Существует несколько методов определения этого временного профиля репликации ДНК. Два наиболее распространённых — Repli-chip и Repli-seq.

## Repli-chip
Анализ временного профиля репликации ДНК методом Repli-chip осуществляют следующим образом:
- Мечение реплицируемых участков ДНК BrdU

Для анализа используют культуру клеток, импульс-меченную 5-бромо-2’-дезоксиуридином (BrdU), который встраивается ДНК-полимеразой во вновь синтезируемую в S-фазе цепь ДНК вместо тимидина.
- Разделение клеток на группы в зависимости от стадии клеточного цикла

Для определения порядка событий, происходящих в течение клеточного цикла, необходимо разделить клетки на группы в зависимости от того, на какой стадии клеточного цикла они находятся. Это осуществляется способом проточной цитометрии. Клетки фиксируют этанолом и окрашивают флуоресцентными красителями: пропидий йодидом (PI), хромомицином А3 или DAPI.
Затем клетки разделяют на группы с помощью клеточного сортера, активируемого флуоресценцией (FACS), в зависимости от содержащегося в них количества ДНК, поскольку это количество отражает фазу клеточно цикла, на которой находится клетка. Обычно выделяют группы, соответствующие стадиям ранней и поздней S-фазы, однако эти стадии можно варьировать в зависимости от поставленной задачи.
- Иммунопреципитация меченной ДНК

Из полученных групп клеток выделяют ДНК, разделяют её на фрагменты 250—2000 пар оснований и проводят иммунопреципитацию меченных фрагментов с помощью моноклональных антител к BrdU. Разделение ДНК на фрагменты проводят, чтобы предотвратить иммунопреципитацию ДНК, которая не была помечена BrdU.
- Контроль качества выделенной ДНК

Для контроля качества выделенной с помощью иммунопреципитации ДНК проводят ПЦР с праймерами к участкам ДНК с известным относительным временем репликации (например, поздним или ранним), затем содержание соответствующей ДНК в каждой пробе оценивают с помощью электрофореза в агарозном геле.
- Амплификация одноцепочечной ДНК, полученной с помощью иммунопреципитации

Для гибридизации на ДНК-микрочипе необходимо получить достаточное количество очищенной с помощью иммунопреципитации ДНК. Амплификацию проводят с использованием стандартных КИТов для амплификации генома. После этого снова проводят контроль качества ДНК с помощью электрофореза.
- Мечение и гибридизация ДНК

Эти шаги сильно зависят от выбора платформы микрочипа. Разные пробы ДНК метят с помощью флуоресцентных красителей Cy3 или Cy5, пришитых к случайным олигонуклеотидам с помощью реакции Кленова, переосаждают, растворяют в воде, очищенной от нуклеаз, и определяют концентрацию ДНК. Затем одинаковые количества меченной ДНК из разных проб смешивают проводят когибридизацию с микрочипом. Для анализа чаще всего используют тилинг-чипы (недоступная ссылка) для сравнительной геномной гибридизации (CGH). Относительное количество каждого участка ДНК в каждой из проб (ранней или поздней) используется для построения временного профиля репликации.
«отношение временного профиля репликации» = log2(Ранняя S-фаза/Поздняя S-фаза)

## Repli-seq
Подготовка анализа не отличается от описанной для Repli-chip за исключением того, что для Repli-seq клетки обычно разделяют в зависимости от стадии клеточного цикла не на 2 фракции (ранняя и поздняя S-фазы), а на 6: G1b, S1, S2, S3, S4, G2.
Затем проводят глубокое секвинирование очищенных с помощью иммунопреципитации отдельных фракций BrdU-ДНК. В результате получают несколько миллионов ридов, картирующих последовательность генома.
Для получения профиля репликации геномной ДНК вычисляют нормализованную плотность полученных участков для каждой из фракций, соответствующих разным этапам клеточного цикла.
В целом, оба метода позволяют получить данные одинакового качества. Однако метод repli-chip пока остается более экономичным и менее трудозатратным с точки зрения биоинформатического анализа.

## Применение методов
Эти методы представляют собой удобный инструмент для определения времени репликации полной геномной ДНК с высоким разрешением и применимы для разных типов клеток многих организмов, в том числе и человека.
С помощью метода Repli-seq группой Hansen et al. (2010) были определены временные профили репликации полного генома нескольких типов клеток человека (нормальные фибробласты дермы (BJ), hESCs (BG02), LCL (TL010)). Учёными было показано, что для клеток каждого типа характерен уникальный профиль временной репликации, состоящий из участков с одинаковым временем репликации во всех типах клеток («константные» домены), и участков со специфичным временем репликации («пластичные» домены). Для четырех исследованных типов клеток было показано, что 49 % генома имеют «пластичный» профиль репликации.
Сравнение паттернов репликации с данными аннотации геномов показало, что для участков с консервативно ранней репликацией характерны высокие плотность и степень экспрессии, генов, содержание CpG островков, Alu-повторов, тогда как участки с консервативно поздним временем репликации богаты сателлитными последовательностями, однако такая закономерность не наблюдается для «пластичных» участков.
Сравнение «пластичных» участков полученных временных профилей репликации с уровнем экспрессии генов показало, что ранняя репликация характерна для пониженной степени экспрессии, а поздняя — для высокой. Тем не менее данные не показали стабильной зависимости времени репликации участка от уровня экспрессии генов.
Исследование зависимости профиля репликации от организации хроматина и его положения в ядре показали, что сайты связывания хроматина с белками ядерной ламины соответствуют участкам с поздней репликацией.

## ENCODE
Энциклопедия элементов ДНК (англ. The Encyclopedia of DNA Elements, ENCODE) — международный исследовательский консорциум, целью работы которого является произвести полный анализ функций элементов генома человека, это один из самых важных проектов NHGRI после успешного завершения проекта «Геном человека». В ходе проекта методами Repli-chip и Repli-seq было получено множество временных профилей репликации для разных типов клеток человека и клеточных линий (См. Ссылки). Анализ этих данных показал, что раннее время репликации намного лучше коррелирует с доступностью хроматина и плотностью сайтов, гиперчувствительных к DNaseI, нежели с уровнем транскрипции.

## Профили репликации в диагностике
Было показано, что порядок репликации ДНК нарушается при наличии различных заболеваний и злокачественных опухолей. Пока неизвестны механизмы, которые приводят к таким нарушениям, но в перспективе возможно использование данных о нарушении порядка репликации для ранней диагностики этих заболеваний, для чего потребуется разработка и усовершенствование существующих методов построения временных профилей репликации ДНК.